# Oxyopes kobrooricus
Oxyopes kobrooricus är en spindelart som beskrevs av Embrik Strand 1911. Oxyopes kobrooricus ingår i släktet Oxyopes och familjen lospindlar. Inga underarter finns listade i Catalogue of Life.